# Rhus tamaulipana
Rhus tamaulipana är en sumakväxtart som beskrevs av Billie Lee Turner. Rhus tamaulipana ingår i släktet sumaker, och familjen sumakväxter. Inga underarter finns listade i Catalogue of Life.